# Forum für internationale Sicherheit
Das Forum für internationale Sicherheit Heidelberg e.V. (FiS) ist ein eingetragener gemeinnütziger Verein, der auf Initiative von Studierenden und Promovierenden des Instituts für Politische Wissenschaft der Ruprecht-Karls-Universität Heidelberg im Jahr 2009 gegründet wurde. Das Ziel der gemeinnützigen Organisation ist die Vernetzung unterschiedlicher Institutionen und Akteure, die sich mit der Außen- und Sicherheitspolitik, der Konfliktforschung und dem Völkerrecht beschäftigen. Ein besonderer Fokus wird hierbei auf die Verbindung zwischen Wissenschaft und Praxis gelegt. Das FiS bietet jährlich verschiedene Veranstaltungen sowohl für ein hochspezifisches Fachpublikum als auch für eine breite, interessierte Öffentlichkeit an. Zu den festen, wiederkehrenden Formaten zählen dabei unter anderem der jährliche Heidelberger Dialog zur internationalen Sicherheit, öffentliche Vortragsreihen und Podiumsdiskussionen zu sicherheitspolitischen Entwicklungen sowie Kunstausstellungen, die aktuelle soziale und gesellschaftspolitische Brennpunkte widerspiegeln sollen.

## Heidelberger Dialog zur internationalen Sicherheit
Der Heidelberger Dialog zur internationalen Sicherheit (kurz: HDiS) ist ein seit 2009 jährlich stattfindendes, mehrtägiges Treffen von Experten aus Wissenschaft, Politik und Praxis mit interessierten Studenten aus Deutschland und ganz Europa zu relevanten sicherheitspolitischen Themen. Der HDiS bietet dabei durch die verschiedenen Formate der Workshops, Seminare und Podiumsdiskussionen den Studierenden sowohl die Chance einer intensiven und fundierten Auseinandersetzung eines sicherheitspolitischen Themas in Theorie und Praxis als auch die Möglichkeit Kontakte zu den Vortragenden und dem übrigen Fachpublikum zu knüpfen. Angeschlossen an jeden HDiS findet sich dabei mindestens eine öffentliche Veranstaltung, bei der besonders kontroverse und den aktuellen Diskurs dominierende Themen vor einem breiten interessierten Publikum vorgetragen werden.

### 2009 – Schwache Staatlichkeit als globale Herausforderung
Im Vordergrund des ersten HDiS 2009 standen die besonderen Herausforderungen, die sich infolge schwacher Staatlichkeit für das Management gewaltsamer Konflikte, für das moderne Völkerrecht sowie für die deutsche Außenpolitik ergeben.

### 2010 – Mitgegangen, mitgefangen…
Im Zentrum der durch die ZEIT-Stiftung und die Universität Heidelberg geförderten, dreitägigen Veranstaltung stand die Frage nach den Möglichkeiten und Hindernissen praktischer Politik hinsichtlich externer militärischer Interventionen. Im Konkreten wurde dabei auf die internationale Intervention in Afghanistan und mögliche Exit-Optionen im Rahmen des Einsatzes Bezug genommen.

### 2011 – Auf dem Weg ins chinesische Jahrhundert?
Der dritte HDiS zielte darauf ab, die Macht Chinas und die Problemfelder, mit denen das Land konfrontiert ist, aus unterschiedlichen Blickwinkeln zu beleuchten. Einerseits wurden die wirtschaftlichen, militärischen und kulturellen Ressourcen, die der chinesischen Macht zugrunde liegen, empirisch betrachtet und analysiert. Andererseits wurden die nationale, regionale und globale Ebene beleuchtet.

### 2012 – Zum Verhältnis von Entwicklungs- und Sicherheitspolitik
Der vierte Heidelberger Dialog widmete sich dem für die Wissenschaft wie praktische Politik gleichermaßen wichtigen Thema, wie entwicklungspolitische und sicherheitspolitische Strategien miteinander verknüpft oder voneinander getrennt werden können, ohne sich gegenseitig zu blockieren oder gar zu gefährden.

### 2013 – Reise ins Ungewisse: Migration als Problem transnationaler Sicherheit
Thema des fünften Heidelberger Dialogs war Migration und Flucht im Kontext von Krisen und Konflikten. Krisenbedingte Migration ist für den Einzelnen oftmals eine Frage des Überlebens, während sie gleichzeitig die aufnehmenden Gesellschaften und Staaten vor erhebliche Herausforderungen stellen und ganze Regionen destabilisieren kann.

### 2014 – Die Schattenseiten der Globalisierung: Transnationale organisierte Kriminalität und die Grenzen der traditionellen Staatlichkeit

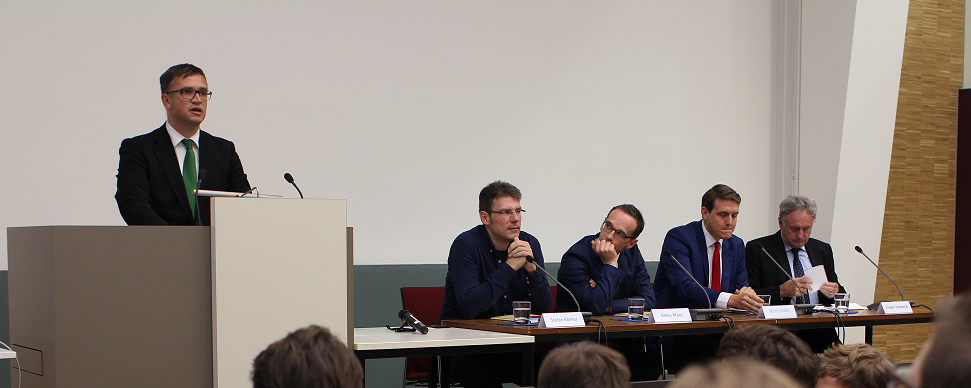
HDiS 2014 mit Sebastian Harnisch, Stefan Körner, Heiko Maas, Moritz Rödle, Jürgen Storbeck

Handels- und Kommunikationsnetzwerke umspannen inzwischen die ganze Welt, was die Ausdehnung der transnationalen organisierten Kriminalität vorantreibt. Welche Folgen dies auf die Sicherheit verschiedener Staaten und deren Bevölkerung bedeutet, war Thema des sechsten Heidelberger Dialogs zur internationalen Sicherheit.

### 2015 – Auf dem Weg zur globalen Verantwortung? – Die deutsche Außenpolitik im Wandel
Stimmen für eine Veränderung der deutschen Außen- und Sicherheitspolitik werden lauter, Forderungen nach der größeren Übernahme von Verantwortung finden Resonanz. Wie diese als „Normalisierung“ beschriebene Rolle jedoch ausgestaltet sein soll, darüber herrscht Unsicherheit und Uneinigkeit. Der siebte Heidelberger Dialog widmete sich dieser Frage.

### 2016 – Epidemien und Pandemien als unkalkulierbares Risiko? Regulierung von Gesundheit und Sicherheit in einer vernetzten Welt
Der achte Heidelberger Dialog zur internationalen Sicherheit widmete sich im Oktober 2016 den Risiken durch Epidemien und Pandemien.

### 2017 – Krieg und Konflikt 4.0 – Sicherheit in einer digitalisierten Welt
Neben der Frage, ob die Digitalisierung eine Chance oder Gefahr für die Demokratie darstellt, widmete sicher der neunte Heidelberger Dialog den Themen „Automatisierung und Autonomisierung der Kriegsführung“, „Cybersicherheit – die Schattenseiten digitaler Vernetzung“ sowie „Ambivalenzen Neuer Medien“.

### 2020 – Kalter Krieg im Ewigen Eis? Ressourcen- und Territorialkonflikte in der Arktis
Der zwölfte Heidelberger Dialog widmete sich einem Teilbereich denr Auswirkungen des Klimawandels auf die internationale Sicherheits- und Außenpolitik. Dabei wurde ein regionaler Fokus auf die Arktis gesetzt, da das Abschmelzen der Eiskappen ein hohes Konfliktpotenzial um Ressourcen, Handelsrouten und Einfluss birgt.

### 2021 – Lebens- und Konfliktquelle Wasser? Zum Eskalationspotential einer neuen Leitressource
Der Heidelberger Dialog widmete sich im Jahr 2021 dem Thema der Ressourcenkonflikte, speziell den Hydrokonflikten. Dabei wurden speziell Themen der Klimawandelkonsequenzen und der Instrumentalisierung von Ressourcenknappheit in Konfliktsituationen in den Fokus gerückt.

### 2023 – Kontrollverlust? Rüstungskontrolle in Europa und dem Weltraum
Im Jahr 2023 behandelte der Heidelberger Dialog die Rennaissance der Rüstungskontrolle mit einem thematischen Fokus auf Europa und dem Weltraum. Dabei wurden Schwerpunkte wie Rüstungskontrolle, Künstliche Intelligenz in der Verteidigung und unterschiedliche Austragungsweisen von Konflikten im 21. Jahrhundert gesetzt.

## Weitere Veranstaltungen
Das Forum für internationale Sicherheit organisiert regelmäßig Podiumsdiskussionen, Informationsveranstaltungen und Offene Diskussionen zu sicherheitspolitisch relevanten Themen. Zu den Vortragenden zählen dabei Politiker, Wissenschaftler, Diplomaten, Vertretende von Militär, NGOs und sonstige Experten. Die kostenlosen öffentlichen Veranstaltungen finden meist in den Räumlichkeiten der Alten Universität oder dem Institut für Politische Wissenschaft statt und richten sich an eine interessierte Öffentlichkeit.

## Ausstellungen
Mit den Ausstellungen möchte das Forum für internationale Sicherheit die wissenschaftliche Distanz gegenüber sicherheitspolitischen Ereignissen überbrücken und die direkten Auswirkungen für Land und Menschen aufzeigen. Zu diesem Zweck lädt das Forum für internationale Sicherheit mit freundlicher Unterstützung der Campus Bibliothek Heidelberg zu Ausstellungen aktueller Künstler und Fotografen, die ihre Werke in den Räumen der Bibliothek präsentieren. Die Ausstellungen werden dabei meist durch eine Vernissage eröffnet und während der Ausstellung von verschiedenen Vorträgen erläuternd begleitet.

## Kuratoren
- Reinhard Bettzuege
- Aurel Croissant
- Sebastian Harnisch
- Detlef Junker
- Karl-Heinz Kamp
- Karl-Heinz Lather
- Hanns W. Maull
- Peter Schlotter
- Peter Schmidt
- Jamie Shea

## Preise
- Gewinner des „Preis der Freunde 2014“[13] der Gesellschaft der Freunde Universität Heidelberg.
- Der HDiS wurde ausgezeichnet als „ausgewählter Ort im Land der Ideen 2010“.[14]